# 광석면
광석면(光石面)은 대한민국 충청남도 논산시에 설치된 면이다.

## 연혁
- 백제시대 : 열야산현
- 신라시대 : 이산현(尼山縣)
- 고려시대 : 공주의 속현
- 조선시대 : 이성현
- 1914년 6월 1일 논산군 광석면

| 조선총독부령 제111호 |                                     |
| 구 행정구역 | 신 행정구역                         |
| 노성군 득윤면 대당리·소당리·신당리·사동리·장구면 덕포리, 상리·대당리·중리, 윤리·지동·(석성군 원북면 음상리), 사동·읍내면 송아리             | 광석면 신당리, 중리, 득윤리, 사월리 |
| 노성군 장구면 산직리·율리, 오강리·평전리·서변리                                                                                             | 광석면 율리, 오강리                 |
| 노성군 천동면 소척리·대중리·소중리·광석면 이사리 일부, 왕전리·두사면 두리                                                                   | 광석면 천동리, 왕전리               |
| 노성군 광석면 은동리·입석리, 광리·내리·이사리 일부·입석리 일부, 신대리·신촌리·수항리·이사리 일부, 산동리·화지산면 반월리 일부·부인처면 창리 | 광석면 갈산리, 광리, 이사리, 산동리 |
| 노성군 두사면 항월리·합정리·오류리·대동리·서변리                                                                                            | 광석면 항월리                       |
- 1914년 6월 1일 면사무소를 사월리에 설치
- 1927년 9월 20일 신당리 26번지로 이전
- 1973년 12월 24일 신당리 17번지(사계로 445)로 이전
- 1989년 8월 12일 신당리 17-2(현 위치) 청사 신축
- 1996년 3월 1일  논산시 광석면

## 행정 구역
- 갈산리(葛山里)
- 광리(光里)
- 득윤리(得尹里)
- 사월리(沙月里)
- 산동리(山東里)
- 신당리(新堂里): 행정복지센터 소재지
- 오강리(五岡里)
- 왕전리(旺田里)
- 율리(栗里)
- 이사리(梨寺里)
- 중리(中里)
- 천동리(泉洞里)
- 항월리(恒月里)